# Liam Pierron
Liam Pierron (* 2001/2002 in Courbevoie) ist ein französischer Nachwuchsdarsteller.

## Leben
Pierron kam als Sohn eines Bauarbeiters und einer Medizinerin in Courbevoie zur Welt. Seine Eltern kommen aus Marokko bzw. Guadeloupe. Pierron wuchs in der Gegend zwischen Courbevoie und Argenteuil auf. Er beendete die Schule im Alter von 16 Jahren und begann eine Berufsausbildung zum Sicherheitstechniker. Kurze Zeit später begleitete er einen Freund zu einem Casting nach Saint-Denis, an dem er schließlich auch selbst teilnahm und sich durchsetzte: Im Film La vie scolaire – Schulalltag von Grand Corps Malade und Mehdi Idir übernahm er die Hauptrolle des Schülers Yanis Bensaadi, der zwar begabt ist, aufgrund seiner mangelnden Disziplin jedoch schulische Probleme hat. Die Dreharbeiten für La vie scolaire – Schulalltag dauerten vier Monate. Für seine Darstellung wurde Pierron 2020 für einen César in der Kategorie Bester Nachwuchsdarsteller nominiert. Pierron plant, bei Acting International Schauspielunterricht zu nehmen.
Anfang 2020 sorgte Pierron für Schlagzeilen, da ein Instagram-Posting suggerierte, dass er die französische Sängerin Wejdene geheiratet habe. Im Sommer 2020 stellte Pierron per Instagram Live fest, dass es sich um einen PR-Stunt gehandelt habe.

## Filmografie
- 2019: La vie scolaire – Schulalltag (La vie scolaire)

## Auszeichnung
- 2020: César-Nominierung, Bester Nachwuchsdarsteller, für La vie scolaire – Schulalltag